# Blankenberg
Blankenberg ist eine Gemeinde im Norden des Landkreises Ludwigslust-Parchim in Mecklenburg-Vorpommern (Deutschland). Sie wird vom Amt Sternberger Seenlandschaft mit Sitz in der Stadt Sternberg verwaltet.

## Geografie und Verkehr

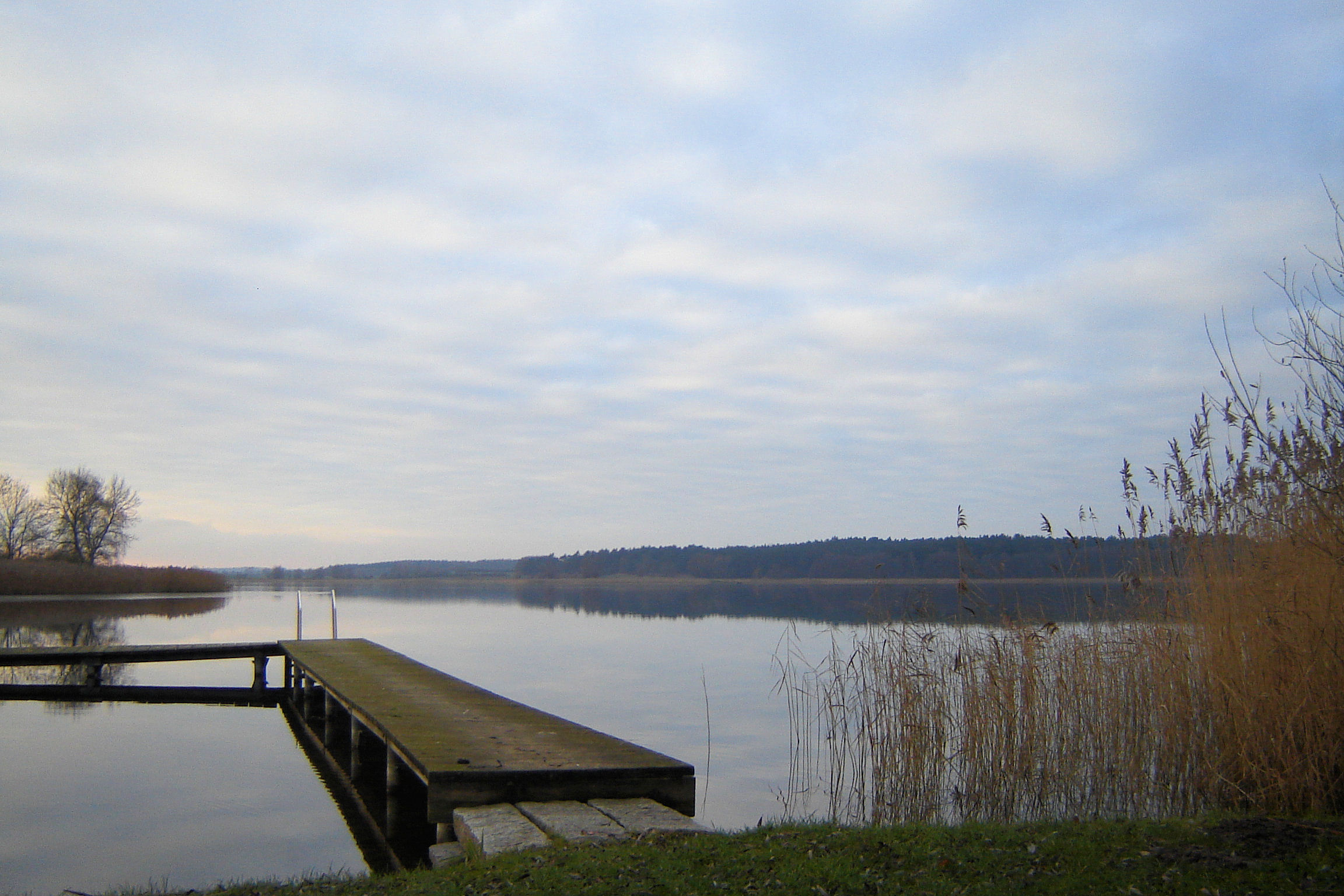
Tempziner See

Blankenberg befindet sich zwischen Brüel und Warin im nördlichen Bereich der bewaldeten, hügeligen Sternberger Seenlandschaft. Das Gemeindegebiet grenzt an den Groß Labenzer See im Osten, den Glammsee im Norden und den Tempziner See im Westen. Größere Seen auf dem Gemeindegebiet sind der Weiße See, der Rübensee, der Karpfensee und der Harmsee. Größtes Fließgewässer ist der Brüeler Bach mit seinen Nebenflüssen Tönnisbach und Radebach. Der höchste Punkt des Gemeindegebietes ist der Kreyenberg südlich von Penzin mit 67,2 m ü. NHN.
Die Entfernung zur Hansestadt Wismar beträgt etwa 25 Kilometer, zur Landeshauptstadt Schwerin etwa 30 Kilometer. Über den Anschluss Zurow in 10 Kilometern ist Blankenberg an die Ostseeautobahn A 20 (Lübeck–Kreuz Uckermark) angebunden. Durch den Ort führt die Bundesstraße 192. Der Bahnhof Blankenberg (Meckl) liegt an der Bahnstrecke Bad Kleinen–Rostock sowie der 1998 eingestellten Bahnstrecke Wismar–Karow.

### Ortsteile
Ortsteile der Gemeinde sind Blankenberg, Friedrichswalde, Wipersdorf, Weiße Krug und Penzin.

## Geschichte

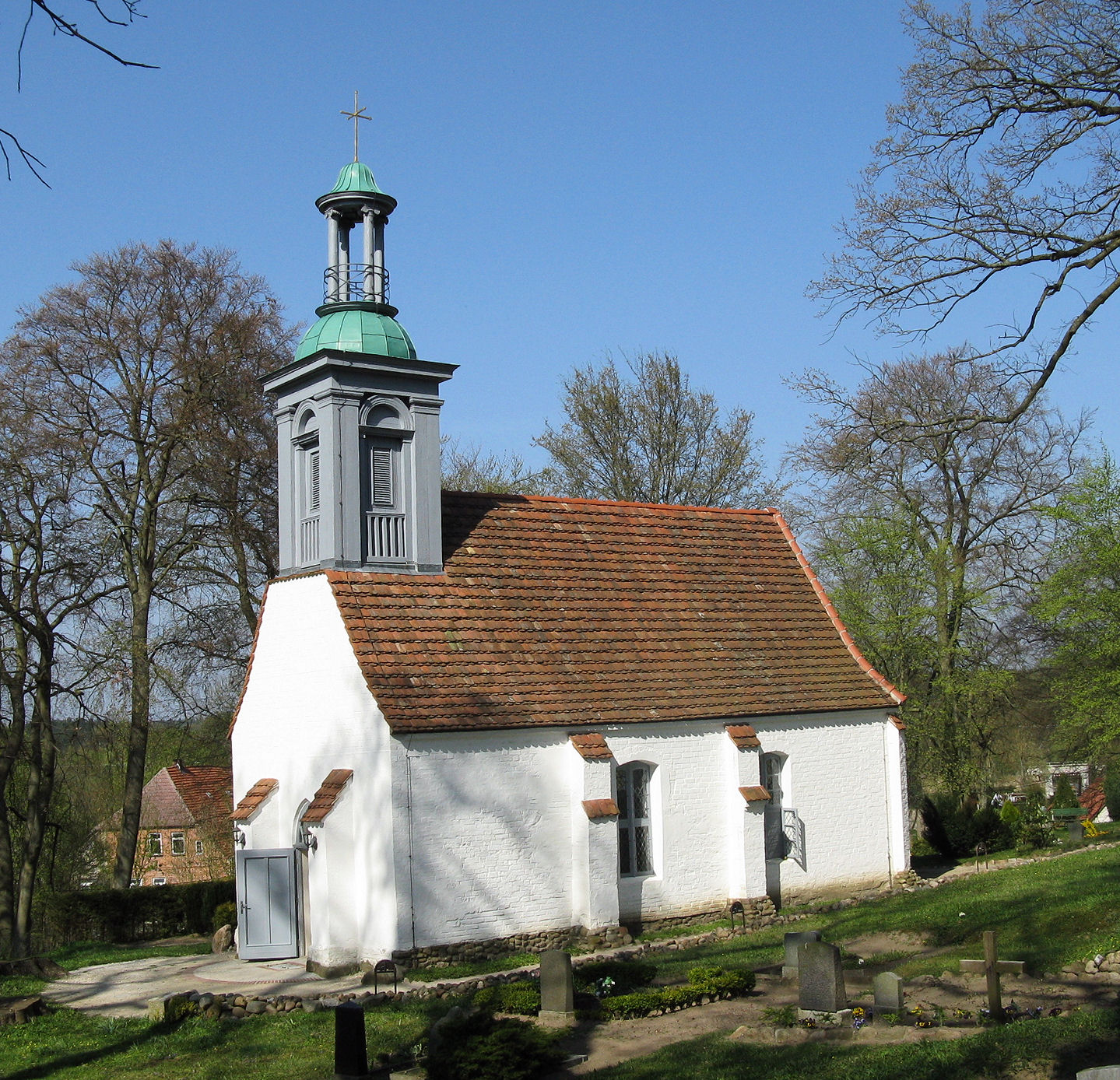
Dorfkirche in Penzin

Bei Blankenberg befand sich eine slawische Burganlage am Südende des Glammsees am Tönnisbaches.
Blankenberg wird 1340 als Hof erstmals erwähnt. 1391 wurde der Ort an den Antoniter-Orden im Kloster Tempzin verkauft. Nach der Reformation (1550) übergab man das Gebiet Joachim Krause auf Varchentin, seiner Zeit herzoglicher Rat, als Lehen. Das Gebiet gehörte danach bis zum Zweiten Weltkrieg zum Großherzogtum Mecklenburg-Schwerin. Nach 1945 war die Ortschaft zunächst Teil des Landes Mecklenburg, anschließend von 1952 bis 1990 Teil des Bezirks Schwerin.
Penzin wurde im Jahr 1287 erstmals urkundlich erwähnt. Der Name stammt vom altslawischen Namen pąk auf den Lokator bezogen, also Ort des Pęča.
Am 1. Juli 1950 wurde die bisher eigenständige Gemeinde Friedrichswalde eingegliedert.

## Politik

### Gemeindevertretung und Bürgermeister
Der Gemeinderat besteht (inkl. Bürgermeister) aus 7 Mitgliedern. Die Wahl zum Gemeinderat am 26. Mai 2019 hatte folgende Ergebnisse:
| Partei/Bewerber       | Prozent | Sitze |
| --------------------- | ------- | ----- |
| Wählergemeinschaft    | 86,18   | 6     |
| Einzelbewerber Liedke | 5,60    | 1     |

Bürgermeister der Gemeinde ist Ralf Kähler, er wurde mit 58,18 % der Stimmen gewählt.

### Dienstsiegel
Die Gemeinde verfügt über kein amtlich genehmigtes Hoheitszeichen, weder Wappen noch Flagge. Als Dienstsiegel wird das kleine Landessiegel mit dem Wappenbild des Landesteils Mecklenburg geführt. Es zeigt einen hersehenden Stierkopf mit abgerissenem Halsfell und Krone und der Umschrift „GEMEINDE BLANKENBERG • LANDKREIS LUDWIGSLUST-PARCHIM“.

## Sehenswürdigkeiten

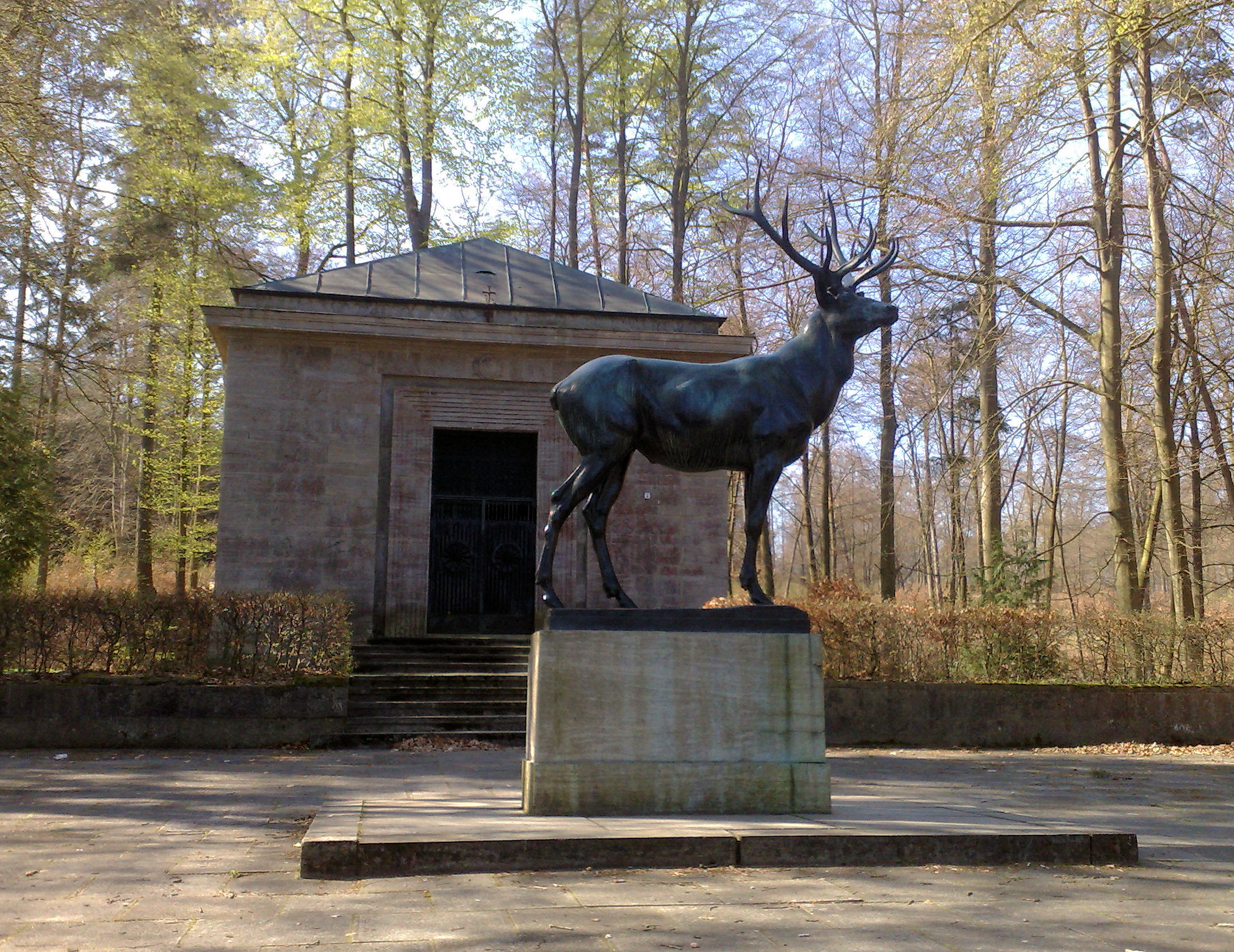
Mausoleum und Bronzener Hirsch in Friedrichswalde

- Das Jagdschloss Friedrichswalde von 1860, mit Mausoleum der Besitzerfamilie und lebensgroßer Bronzestatue eines Hirsches des Bildhauers Louis Tuaillon, ist zum Hotel umgebaut worden
- Altes Forsthaus Weiße Krug bei Blankenberg.
- Dorfkirche in Penzin vom 14. Jhd.; klassizistischer Umbau mit Dachreitertürmchen. Kanzel aus dem 17. Jhd.